# Região Geográfica Intermediária de Ijuí
A Região Geográfica Intermediária de Ijuí é um dos oito regiões intermediárias do estado brasileiro do Rio Grande do Sul e uma das 134 regiões intermediárias do Brasil, criadas pelo Instituto Brasileiro de Geografia e Estatística (IBGE) em 2017. É composta por 77 municípios, distribuídos em sete regiões geográficas imediatas.
Sua população total estimada pelo Instituto Brasileiro de Geografia e Estatística (IBGE) para 1º de julho de 2018 é de 758 497 de habitantes, distribuídos em uma área total de 27 525,624 km².
Ijuí é o município mais populoso da região intermediária, com 83 173 habitantes, de acordo com estimativas de 2018 do Instituto Brasileiro de Geografia e Estatística (IBGE).

## Regiões geográficas imediatas
| Região geográfica imediata                     | Municípios | População Estimativa 2018 | Área (km²) |
| ---------------------------------------------- | --- | ------------------------- | ---------- |
| Região Geográfica Imediata de Ijuí             | Ajuricaba Augusto Pestana Bozano Catuípe Chiapetta Condor Coronel Barros Coronel Bicaco Ijuí Inhacorá Jóia Nova Ramada Panambi Pejuçara Santo Augusto São Valério do Sul                            | 205 138                   | 6 747,410  |
| Região Geográfica Imediata de Santa Rosa       | Alecrim Campina das Missões Cândido Godói Novo Machado Porto Lucena Porto Mauá Porto Vera Cruz Santa Rosa Santo Cristo Senador Salgado Filho Tucunduva Tuparendi                                    | 133 547                   | 3 022,839  |
| Região Geográfica Imediata de Santo Ângelo     | Entre-Ijuís Eugênio de Castro Giruá Guarani das Missões Santo Ângelo São Miguel das Missões Sete de Setembro Vitória das Missões                                                                    | 125 215                   | 4 418,057  |
| Região Geográfica Imediata de Três Passos      | Barra do Guarita Bom Progresso Braga Campo Novo Crissiumal Derrubadas Esperança do Sul Humaitá Miraguaí Redentora São Martinho Sede Nova Tenente Portela Tiradentes do Sul Três Passos Vista Gaúcha | 108 264                   | 3 167,303  |
| Região Geográfica Imediata de Três de Maio     | Alegria Boa Vista do Buricá Doutor Maurício Cardoso Horizontina Independência Nova Candelária São José do Inhacorá Três de Maio                                                                     | 78 144                    | 1 722,958  |
| Região Geográfica Imediata de São Luiz Gonzaga | Bossoroca Caibaté Dezesseis de Novembro Garruchos Pirapó Rolador Santo Antônio das Missões São Luiz Gonzaga São Nicolau                                                                             | 70 660                    | 6 972,482  |
| Região Geográfica Imediata de Cerro Largo      | Cerro Largo Mato Queimado Porto Xavier Roque Gonzales Salvador das Missões São Paulo das Missões São Pedro do Butiá Ubiretama                                                                       | 46 529                    | 1 474,575  |
| Total                                          | 77 | 758 497                   | 27 525,624 |